# Schizocarpum filiforme
Schizocarpum filiforme là một loài thực vật có hoa trong họ Cucurbitaceae. Loài này được Schrad. miêu tả khoa học đầu tiên năm 1831.